# Coupe du monde masculine de volley-ball 2011
Navigation
Coupe du monde 2007 Coupe du monde 2015
La Coupe du monde de volley-ball masculin s'est déroulée au Japon, du 20 novembre au 2 décembre 2011, dans sept villes hôtes et huit sites de compétition.

## Formule de compétition
La Coupe du monde de volley-ball regroupe 12 équipes. Elle se compose des champions de cinq continents (Asie, Amérique du Nord, Amérique du Sud, Afrique, Europe), des quatre vice-champions les mieux classés au classement FIVB, du pays organisateur et de deux équipes invitées ("wild card").
Les matches seront disputés en Round Robin. Chaque équipe rencontrera les autres (au total, 11 matches par équipe).
Les 3 premières équipes se qualifieront pour les Jeux olympiques d'été de 2012.

## Équipes présentes
| Équipe     | Qualifiquation                             |
| ---------- | ------------------------------------------ |
| Japon      | Pays hôte                                  |
| Cuba       | 1er du Championnat d'Amérique du Nord 2011 |
| États-Unis | 2e du Championnat d'Amérique du Nord 2011  |
| Serbie     | 1er du Championnat d'Europe 2011           |
| Italie     | 2e du Championnat d'Europe 2011            |
| Iran       | 1er du Championnat d'Asie 2011             |
| Chine      | 2e du Championnat d'Asie 2011              |
| Égypte     | 1er du Championnat d'Afrique 2011          |
| Brésil     | 1er du Championnat d'Amérique du Sud 2011  |
| Argentine  | 2e du Championnat d'Amérique du Sud 2011   |
| Pologne    | Wild Card                                  |
| Russie     | Wild Card                                  |

## Compétition

### 1ertourdu20au22 novembre 2011
- Nagoya

- Kagoshima

### 2etourdu24au25 novembre 2011
- Ōsaka

- Kumamoto

### 3etourdu27au29 novembre 2011
- Fukuoka

- Hamamatsu

### 4etourdu2au4 décembre 2011
- Tōkyō

- Tōkyō

### Classement final
| #  | Équipe      | Pts | J  | G | Gt | Pt | P  | Sp | Sc | Ratio | Pp   | Pc  | Ratio |
| 1  | Russie (Q)  | 29  | 11 | 9 | 1  | 0  | 1  | 30 | 8  | 3.75  | 916  | 781 | 1.173 |
| 2  | Pologne (Q) | 26  | 11 | 7 | 1  | 3  | 0  | 30 | 15 | 2     | 1032 | 944 | 1.093 |
| 3  | Brésil (Q)  | 24  | 11 | 6 | 2  | 2  | 1  | 29 | 14 | 2.071 | 983  | 857 | 1.147 |
| 4  | Italie      | 24  | 11 | 7 | 1  | 1  | 2  | 28 | 15 | 1.867 | 1029 | 925 | 1.112 |
| 5  | Cuba        | 20  | 11 | 5 | 2  | 1  | 3  | 25 | 19 | 1.316 | 964  | 964 | 1     |
| 6  | États-Unis  | 16  | 11 | 4 | 2  | 0  | 5  | 20 | 19 | 1.053 | 884  | 865 | 1.022 |
| 7  | Argentine   | 16  | 11 | 4 | 1  | 2  | 4  | 21 | 21 | 1     | 929  | 925 | 1.004 |
| 8  | Serbie      | 15  | 11 | 4 | 1  | 1  | 5  | 20 | 23 | 0.87  | 928  | 968 | 0.959 |
| 9  | Iran        | 12  | 11 | 2 | 3  | 0  | 6  | 16 | 25 | 0.64  | 835  | 925 | 0.903 |
| 10 | Japon       | 8   | 11 | 2 | 0  | 2  | 7  | 12 | 28 | 0.429 | 874  | 930 | 0.94  |
| 11 | Chine       | 5   | 11 | 1 | 0  | 2  | 8  | 9  | 30 | 0.3   | 779  | 919 | 0.848 |
| 12 | Égypte      | 3   | 11 | 1 | 0  | 0  | 10 | 7  | 30 | 0.233 | 755  | 905 | 0.834 |

(Q) : Qualifié pour les Jeux olympiques 2012.

## Qualification olympique
Après la neuvième journée, la Russie et la Pologne obtiennent leur qualification pour les Jeux olympiques de 2012. Vainqueurs de leur match contre l'Iran, les Russes ne peuvent en effet plus être rejoints par le quatrième, l'Italie, tout comme la Pologne qui a perdu en cinq sets contre le Brésil et a obtenu le point qui lui manquait pour valider son billet pour Londres.

## Distinctions individuelles
- MVP : Maxim Mikhaylov
- Meilleur Marqueur : Fernando Hernandez Ramos
- Meilleur Attaquant : Ahmed Abdelhay
- Meilleur Contreur : Marcin Mozdzonek
- Meilleur Serveur : Cristian Savani
- Meilleur Passeur : Luciano De Cecco
- Meilleur réceptionneur : Sergio Dutra Santos
- Meilleur Libéro : Qi Ren